# Linia kolejowa nr 843
Linia kolejowa nr 843 – pierwszorzędna, jednotorowa, zelektryfikowana linia kolejowa łącząca rozjazd 1. z rozjazdem 2. na stacji Legionowo.
Linia w całości została ujęta w kompleksową, bazową pasażerską i bazową towarową sieć transportową TEN-T.
Kilometraż linii w miejscu, gdzie rozpoczyna bieg, pokrywa się z kilometrażem linii kolejowej Warszawa Praga R95 – Chotomów, a w miejscu, w którym kończy swój bieg – z linią kolejową Warszawa Wschodnia Osobowa – Gdańsk Główny.